# Центральний (бахш, шагрестан Шафт)
Центральний (перс. مرکزی) — бахш в Ірані, в шагрестані Шафт остану Ґілян. За даними перепису 2006 року, його населення становило 35319 осіб, які проживали у складі 9193 сімей.

## Дегестани
До складу бахша входять такі дегестани:
- Джірдег
- Мола-Сара